# 김현재
김현재(1956년 6월 4일 ~)는 해태 타이거즈의 전 야구 선수다. 
상업은행 야구단에서 1년을 뛴 것을 시작으로 육군 경리단 시절 낙차 큰 커브를 선보이며 좋은 모습을 보였다. 그러나 이로 인해 당시 다니고 있던 고려대에서  김현재가 원했던 포스틸 야구단행을 허락하지 않았다. 이후 포항중학교 감독으로 있다가 1983년 해태의 지명을 받고 2년간 프로 선수로 뛰었다.

## 출신 학교
- 경상중학교
- 대광고등학교
- 휘문고등학교 (전학)
- 고려대학교 (중퇴)

## 같이 보기
- 1983년 해태 타이거즈 시즌
- 1984년 해태 타이거즈 시즌